# Battaglia di Girolata
La battaglia di Girolata fu un conflitto navale combattuto tra le marine genovese, ottomana e spagnola il 15 giugno 1540 nel golfo di Girolata, sulla costa occidentale della Corsica, nell'ambito della guerra tra Carlo V e Solimano il Magnifico. 

Uno squadrone spagnolo di 21 galee guidato dal genovese Giannettino Doria e dallo spagnolo Berenguer de Requesens colse di sorpresa 11 galee ottomane ancorate a Girolata, guidate dall'ammiraglio Dragut, che il comandante della marina ottomana, Hayreddin Barbarossa, aveva incaricato di razziare le coste italiane dopo le sue vittorie nel Mare Adriatico l'anno precedente. Le ciurme delle navi ottomane si trovavano a terra per spartirsi i recenti bottini e gli ispano-genovesi ebbero gioco facile a sopraffarli, prendendo tutte e 11 le galee e facendo 1200 prigionieri tra cui lo stesso Dragut, che venne portato a Genova e posto assieme ai suoi capitani come rematore a bordo della galea di Andrea Doria.

## Antefatto
Nel 1538 la flotta ottomana, guidata da Hayreddin Barbarossa, diede un colpo decisivo alla Lega Santa ispano-italiana assemblata da papa Paolo III sconfiggendone la flotta alla battaglia di Prevesa, al largo della costa epirota e prendendo Castelnuovo. Nel 1540 Solimano il Magnifico stava preparando una nuova campagna militare in Ungheria, ma la marina ottomana era ad ogni modo a corto di mezzi e non era in grado di prendere il largo. Barbarossa distaccò quindi una parte delle proprie navi e le inviò nel Mediterraneo occidentale con a capo Turgut Reis, noto come Dragut, col compito di razziare le coste italiane e disturbare le missioni indette dagli spagnoli contro i pirati barbareschi. Dragut iniziò la sua navigazione catturando cinque galee veneziane al largo dell'isola di Paxos, presso Corfù. I veneziani, che non erano riusciti ad avere la meglio, conclusero un trattato di pace col sultano poco dopo.

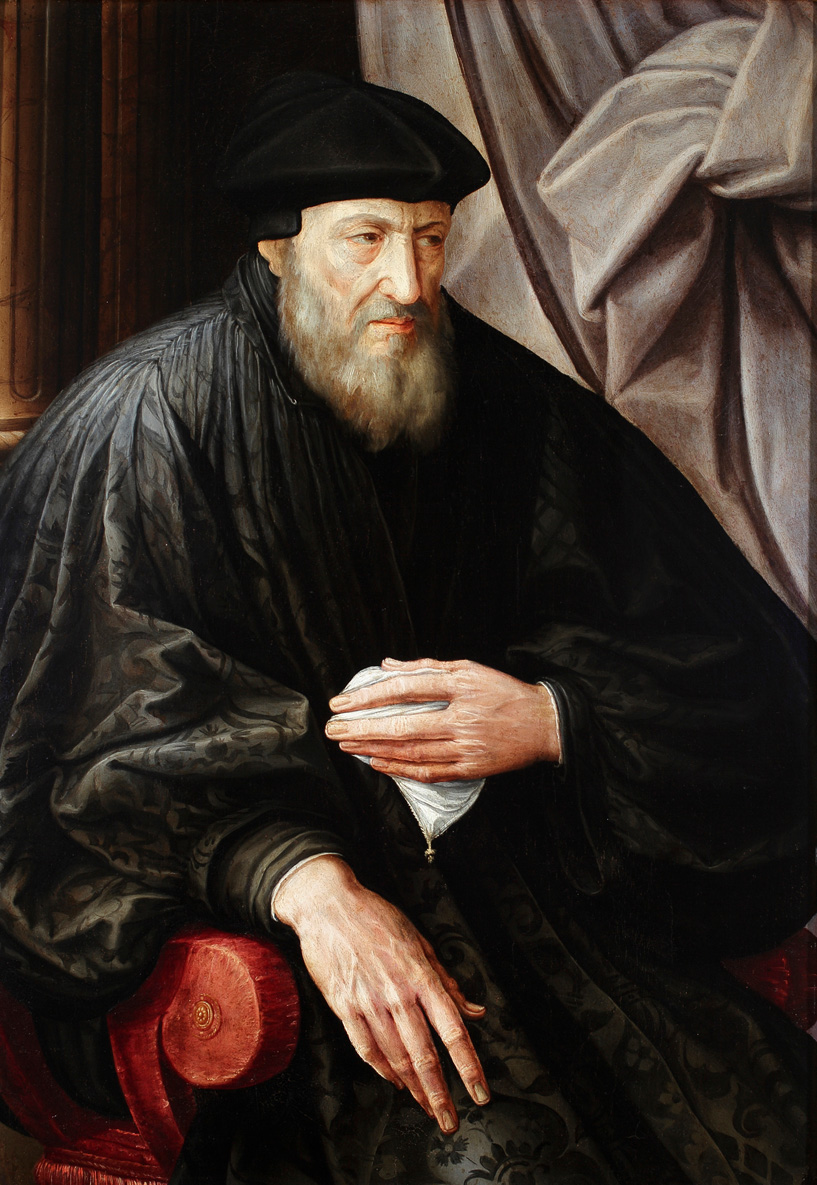
Andrea Doria, ritratto di Jan Matsys (1555). Galleria di Palazzo Bianco, Genova.

In risposta alla minaccia ottomana, il grand'ammiraglio di Carlo, Andrea Doria, preparò una flotta di circa 80 galee presso il porto di Messina per ripulire le acque del Mediterraneo occidentale dai pirati ottomani, seguendo l'antico esempio di Pompeo nella sua guerra contro i pirati della Cilicia; come lui divise le sue navi in cinque squadroni che assegnò al controllo di diverse regioni. Andrea Doria stessò salpò da Messina diretto a Tunisi alla fine di aprile alla testa di 55 galee, sperando di sorprendere Dragut nel suo porto al largo di Djerba. Ad ogni modo il luogotenente del Barbarossa era stato più veloce. L'ammiraglio genovese aveva dato il compito ad un suo parente, Erasmo Doria, di far da guardia alle Isole Baleari al comando di una flottiglia di 10 galee, suo nipote Gianettino Doria e Berenguer de Requesens vennero inviati in Corsica ed in Sardegna con 21 galee, Fadrique de Toledo ottenne l'incarico di difendere il Golfo di Napoli con 11 galee ed il conte di Anguillara, aiutato dai Cavalieri di Malta, quello di proteggere la Sicilia con 17 galee.
Fu lo squadrone di Giannettino e Requesens che trovò e si scontrò con le galee di Dragut. Lo squadrone ottomano venne avvistato dapprima al largo di Bonifacio e poi, quando Dragut attaccò l'isola di Capraia, la prima cannonata venne udita anche a bordo delle galee spagnole e genovesi. I pescatori locali lasciarono le loro posizioni e corsero ad avvisare Doria e Requesens sulla posizione di Dragut che ora era salpato da Capo Corso e, successivamente, che il suo squadrone era alla fonda al Golfo di Girolata.

## La battaglia
Lo squadrone ottomano aveva posto l'ancora nel Golfo di Girolata per distribuire il bottino delle recenti razzie. Dragut aveva scelto quel luogo perché era sufficientemente lontano dalle normali rotte di navigazione e pertanto non aveva lasciato alcuna nave a guardia dell'entrata del golfo. Arrivando nei pressi del golfo, Gianettino Doria inviò un suo parente, Giorgio Doria, con sei galee e una piccola fregata ad ispezionare il porto per identificare le galee che vi erano ancorate. Da questo punto in poi i resoconti sulla battaglia differiscono. Secondo Cesáreo Fernández Duro e Edmond Jurien de La Gravière, i marinai e i soldati ottomani si trovavano sulla riva, dormendo sotto degli alberi e facendo colazione, quando l'arrivo delle galee spagnole li colse di sorpresa. Secondo De La Gravière, seicento ottomani si erano portati sulle montagne interne prima della battaglia e Dragut stava già iniziando a caricare i suoi uomini quando una bordata colpì in pieno la sua galea. Al primo sparo molti mori saltarono dalla nave e si portarono nell'entroterra per sfuggire al conflitto imminente.

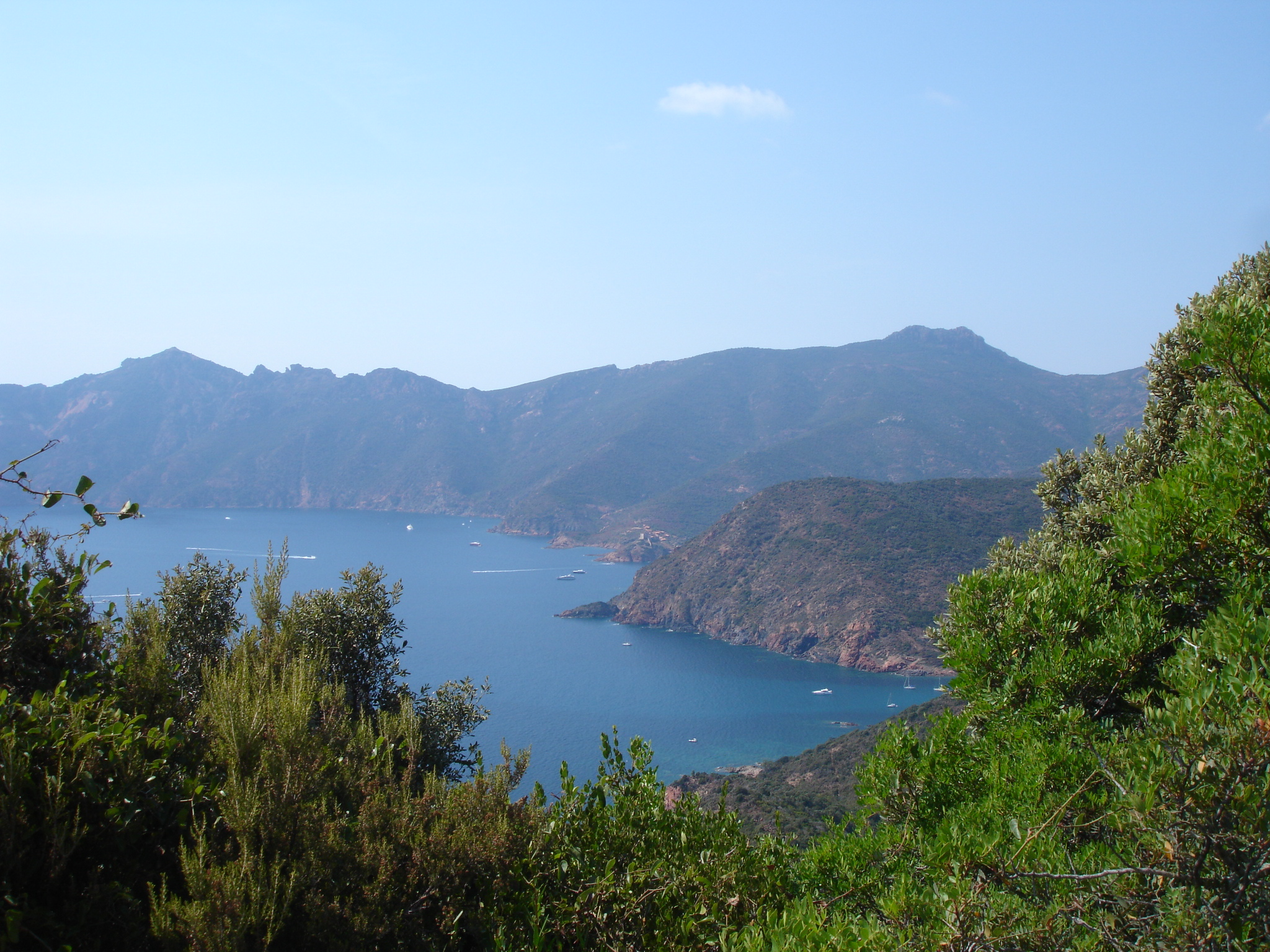
Il Golfo di Girolata

Alberto Guglielmotti dà un resoconto più dettagliato della battaglia. Egli riporta che Dragut ebbe tutto il tempo per imbarcare le sue truppe prima di avvistare i sette vascelli inviati dal Doria e, lasciando due galee di guardia al porto interno e al bottino di guerra accumulato, salpò con le sue nove galee rimanenti per scontrarsi con Giorgio Doria Dragut pensava di essere in vantaggio numerico di fronte alle sei galee del nemico, ma appena fuori dalla baia si accorse delle altre quindici galee della flotta alleata. 
Dragut tentò di sfuggire girando velocemente le sue navi, ma poiché le galee spagnole erano troppo vicine tentò di affondarle. A questo punto, ad ogni modo, un colpo diretto della galea di Giannettino inflisse seri danni all'ammiraglia ottomana che si trovò quasi sul punto di affondare. Persa la speranza di fuggire, gran parte dei marinai e dei soldati ottomani si gettarono fuori bordo per raggiungere la spiaggia e salvarsi nell'entroterra.

## Conseguenze
La flotta ispano-genovese catturò tutte le undici galee ottomane, due delle quali erano navi ex veneziane (la Moceniga e la Bibiena) di cui gli ottomani si erano impadroniti nel corso della battaglia di Prevesa. Catturarono inoltre 1200 prigionieri ottomani e liberarono 1200 schiavi cristiani condannati alle galee turche. 
Furioso per essere stato catturato da un ragazzino quale era Giannettino Doria, Dragut si diede ad insultare pesantemente i suoi carcerieri e giurò loro vendetta. Dragut venne portato al porto di Genova e ridotto a schiavo al servizio in una galea. Qui, secondo lo storico francese del XVI secolo Pierre de Bourdeille, signore di Brantôme, Dragut venne riconosciuto a bordo della galea in catene da Jean Parisot de Valette, futuro gran maestro dell'Ordine di Malta, il quale gli disse: "Señor Dragut, usanza de guerra!" ("Signor Dragut, usanza di guerra!"), frase a cui Dragut rispose: "Y mudanza de fortuna" ("E mancanza di fortuna"). All'inizio del 1541 Barbarossa riscattò il suo luogotenente in cambio di 3500 ducati. Doria aveva ceduto a questo scambio nella speranza che gli ottomani sarebbero stati clementi se uno dei suoi nipoti fosse caduto in mano loro.
Cogliendo l'occasione della sconfitta di Dragut, Andrea Doria salpò da Messina in estate con 51 galee, 30 galeotte e una fusta, a bordo delle quali si trovavano 14 compagnie di fanteria spagnola guidate da García de Toledo, viceré spagnolo di Sicilia. Il gruppo attaccò le posizioni ottomane a Tunisi, assediando le fortezze di Monastir, Susa, Hammamet e Kélibia, che restituirono a re hafside Muhammad V.

La campagna piratesca del Barbarossa venne ulteriormente piagata quando il 1º ottobre i pirati turchi vennero sconfitti nuovamente dalle navi spagnole nella Battaglia di Alborán, nelle acque orientali dello stretto di Gibilterra.